# Рудолф Фердинанд Шпиталер
Рудолф Фердинанд Шпиталер (Филах, 7. јануар 1859 — Либтен, 16. октобар 1946) је био аустријски астроном.

## Биографија
Рудолф Фердинанд Шпиталер рођен је у Филаху, Корушка. Након завршетка гимназије у Филаху, Шпиталер је од 1879. до 1883. године студирао филозофију, математику, физику, астрономију и метеорологију на Универзитету у Бечу. Затим је од 1883. до 1892. године радио као асистент на Универзитетској опсерваторији у Бечу, а 1892. године докторирао је филозофију.
Од 1892. до 1901. године радио је као предавач на опсерваторији на немачком универзитету Карл-Фердинанд у Прагу, где се концентрисао на проучавање физичких и хемијских особина звезда, планета и међузвездане материје. Касније је специјализовао за уопштене физичке особине Земље, укључујући воду и ваздух. Године 1895, после хабилитације на универзитету у Прагу, именован за сарадника редовног професора. На дан или дан после завршетка Другог светског рата, побегао је у Мекленбург, где је убрзо и умро.
Открио је 64  објеката и био један од првих људи који су почели да спекулишу о постојању 13. зодијачког сазвежђа, које је касније постало познато као Змијоноша.